# Friederike Thieme
Friederike Thieme (* 16. April 1987) ist eine ehemalige deutsche Volleyballspielerin.

## Karriere
Thieme begann ihre Karriere beim sächsischen Verein HSG Turbine Zittau. Später kam sie zum Nachwuchs-Team VC Olympia Dresden. 2004 wechselte sie zum Dresdner SC. 2007 erreichte die Außenangreiferin das deutsche Pokalfinale und gewann die Deutscher Meister. Ein Jahr später wurde sie mit Dresden Vizemeisterin und belegte den dritten Rang im Challenge Cup. Nach einer erneuten Pokal-Finalteilnahme 2009 gewann Thieme in der Saison 2009/10 mit ihrem Verein den DVV-Pokal. Außerdem gelang dem DSC vor eigenem Publikum mit dem Finalsieg im Challenge Cup der erste internationale Titelgewinn. 2011 berief Bundestrainer Giovanni Guidetti Thieme für das Turnier in Montreux erstmals in den Kader der A-Nationalmannschaft, wo sie beim 3:0-Sieg gegen Peru zu ihrem ersten Länderspieleinsatz kam. Nach drei weiteren Vizemeisterschaften mit Dresden von 2011 bis 2013 beendete Thieme aus Verletzungsgründen ihre Profi-Volleyballkarriere.
Von 2013 bis 2015 spielte Thieme für den Dresdner SSV in der 3. Liga Ost. Nach einer Babypause war sie ab 2018 in Leipzig bei den L.E. Volleys in der Regionalliga Ost aktiv.